# Fågelsjön (Vilhelmina socken, Lappland, 724669-148505)
Fågelsjön är en sjö i Vilhelmina kommun i Lappland och ingår i Ångermanälvens huvudavrinningsområde. Sjön har en area på 0,434 kvadratkilometer och ligger 772,1 meter över havet. Fågelsjön ligger i Södra Gardfjället Natura 2000-område. Sjön avvattnas av vattendraget Valsjöbäcken.

## Delavrinningsområde
Fågelsjön ingår i det delavrinningsområde (724645-148639) som SMHI kallar för Utloppet av Fågelsjön. Medelhöjden är 942 meter över havet och ytan är 8,85 kvadratkilometer. Det finns inga avrinningsområden uppströms utan avrinningsområdet är högsta punkten. Valsjöbäcken som avvattnar avrinningsområdet har biflödesordning 3, vilket innebär att vattnet flödar genom totalt 3 vattendrag innan det når havet efter 439 kilometer. Avrinningsområdet består mestadels av skog (13 procent) och kalfjäll (82 procent). Avrinningsområdet har 0,44 kvadratkilometer vattenytor vilket ger det en sjöprocent på 4,9 procent.